# 1370

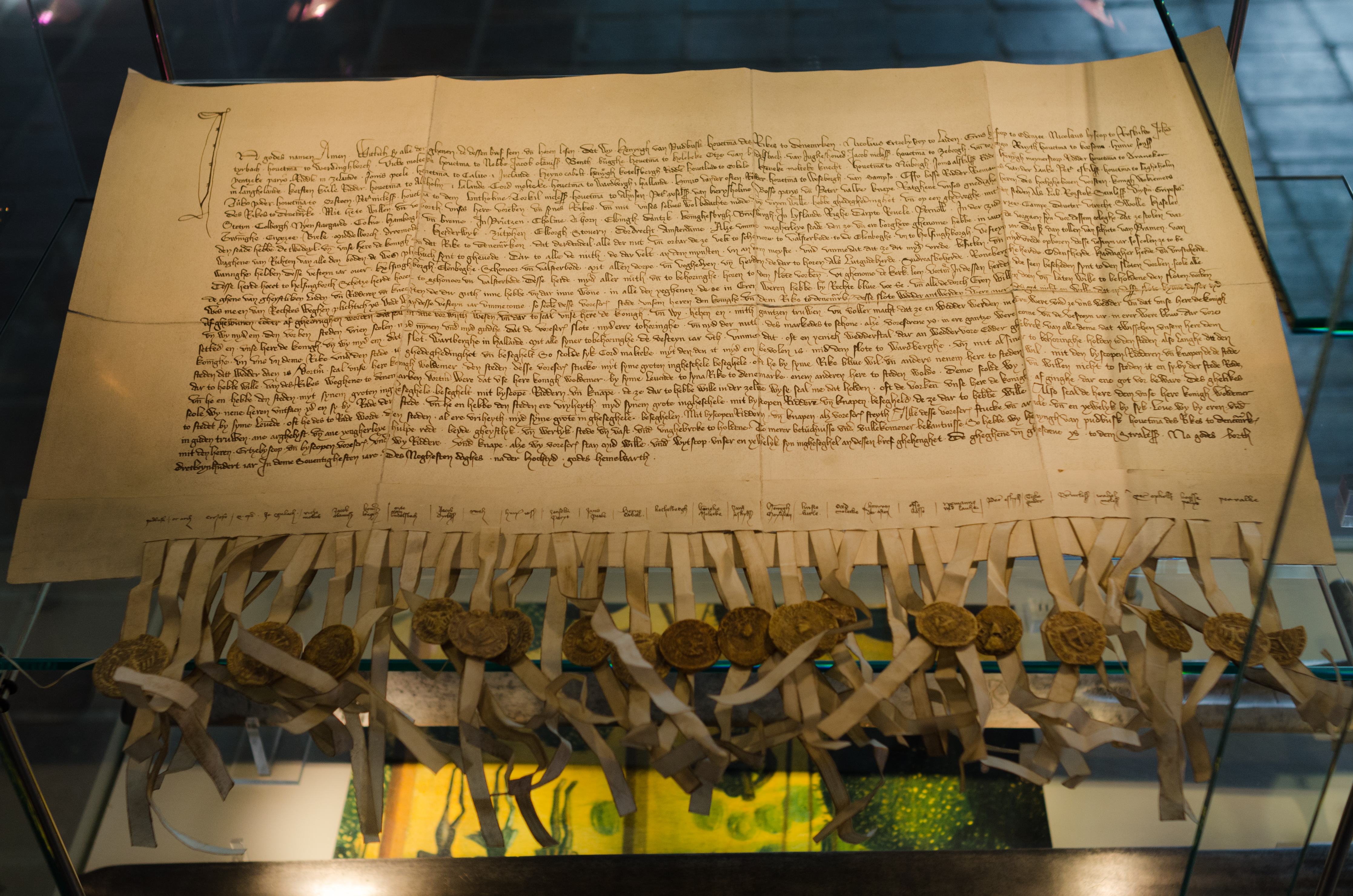
24-5-1370: Verdrag van Stralsund

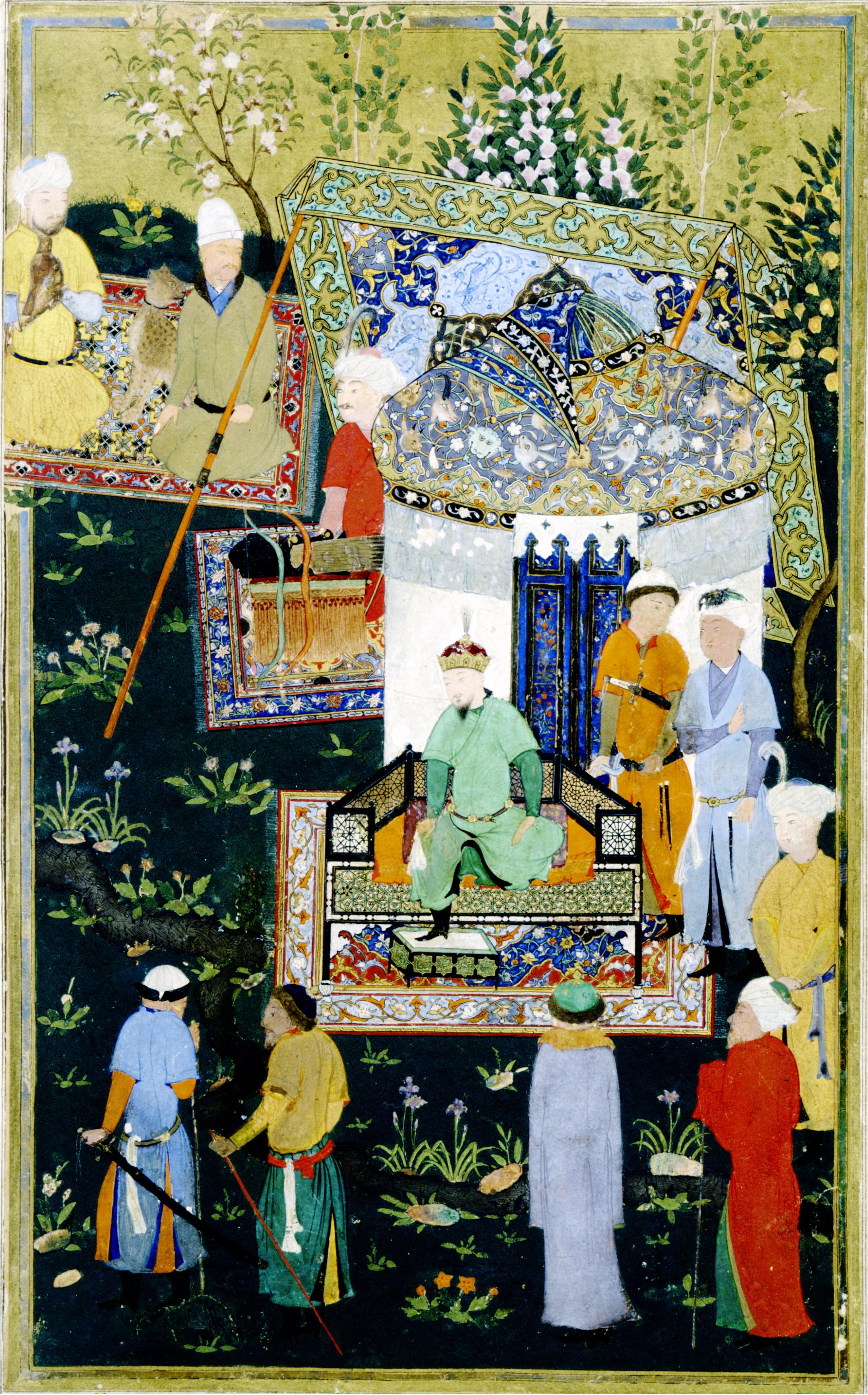
Timoer Lenk geeft audiëntie

Het jaar 1370 is het 70e jaar in de 14e eeuw volgens de christelijke jaartelling.

## Gebeurtenissen
maart
- 26 - Elisabeth van Nassau-Hadamar wordt gekozen tot abdis van het Sticht Essen.

april
- 22 - Begin van de bouw van de Bastille Saint-Antoine als onderdeel van de Omwalling van Karel V.

mei
- 22 - In Brussel worden zes joden levend verbrand op beschuldiging dat zij enkele hosties zouden hebben doorboord met een mes, waarna deze hosties gingen bloeden. Er ontstaat een verering van het Sacrament van Mirakel.
- 24 - Verdrag van Stralsund: Vredesverdrag tussen Denemarken en de Hanze. De Hanze krijgt vrijhandel in het gehele Oostzeegebied en staat op het hoogtepunt van zijn macht.

september
- 29 - Koning Wenceslaus trouwt met Johanna van Beieren
- eind september - Paus Urbanus V keert terug naar Avignon na enkele jaren in Rome gezeteld te hebben. Hij hoopt op steun van de Europese vorsten voor een nieuwe kruistocht, maar die zijn te druk met het bestrijden van elkaar.

oktober
- 7 - In de Pfaffenbrief verklaren de zes kantons van het Oude Eedgenootschap een territoriale eenheid te vormen, die ze aanduidden met de term unser Eydgnosschaft (Eidgenossenschaft). Ook wordt in dit verdrag het gezag van de lokale geestelijke (de Pfaffen) ondergeschikt gemaakt aan dat van de overheid, worden onderlinge vetes verboden en komen de partijen overeen dat ze onderling de vrede zullen bewaren.
- oktober. De stad Limoges valt, nadat deze onder bisschop Jehan de Cros, tegen Eduard van Woodstock, prins van Aquitanië, in opstand gekomen is. De stad wordt verschrikkelijk bestraft. Meer dan 3000 burgers worden afgeslacht.

december
- 4 - Slag bij Pontvallain: De Fransen onder Bertrand du Guesclin verslaan de Engelsen onder Robert Knolles.
- 30 - De in Avignon overleden paus Urbanus V wordt opgevolgd door Pierre Roger de Beaufort als Gregorius XI

zonder datum
- Timoer Lenk komt definitief aan de macht. Hij vestigt zijn hoofdstad in Samarkand. Begin van het rijk der Timoeriden.
- oudst bekende vermelding: Haakswold

## Opvolging
- Ayutthaya - Ramesuan opgevolgd door Borommaracha I
- Brunswijk-Lüneburg - Magnus II opgevolgd door Wenceslaus van Saksen
- connétable van Frankrijk - Robert Moreau de Fiennes opgevolgd door Bertrand du Guesclin
- Malta - Manfredo III Chiaramonte opgevolgd door Guglielmo
- Nassau-Wiesbaden-Idstein - Adolf I opgevolgd door zijn zoons Gerlach II en Walram IV
- Polen - Casimir III opgevolgd door zijn neef Lodewijk I van Hongarije
- Saksen-Bergedorf-Mölln - Albrecht V opgevolgd door zijn broer Erik III
- Saksen-Witteberg - Rudolf II opgevolgd door zijn halfbroer Wenceslaus
- Thessalië - Simeon Uroš opgevolgd door zijn zoon Johannes Uroš (jaartal bij benadering)
- Noordelijke Yuan (Mongolië) - Toghun Temür opgevolgd door zijn zoon Biligtü Khan

## Afbeeldingen

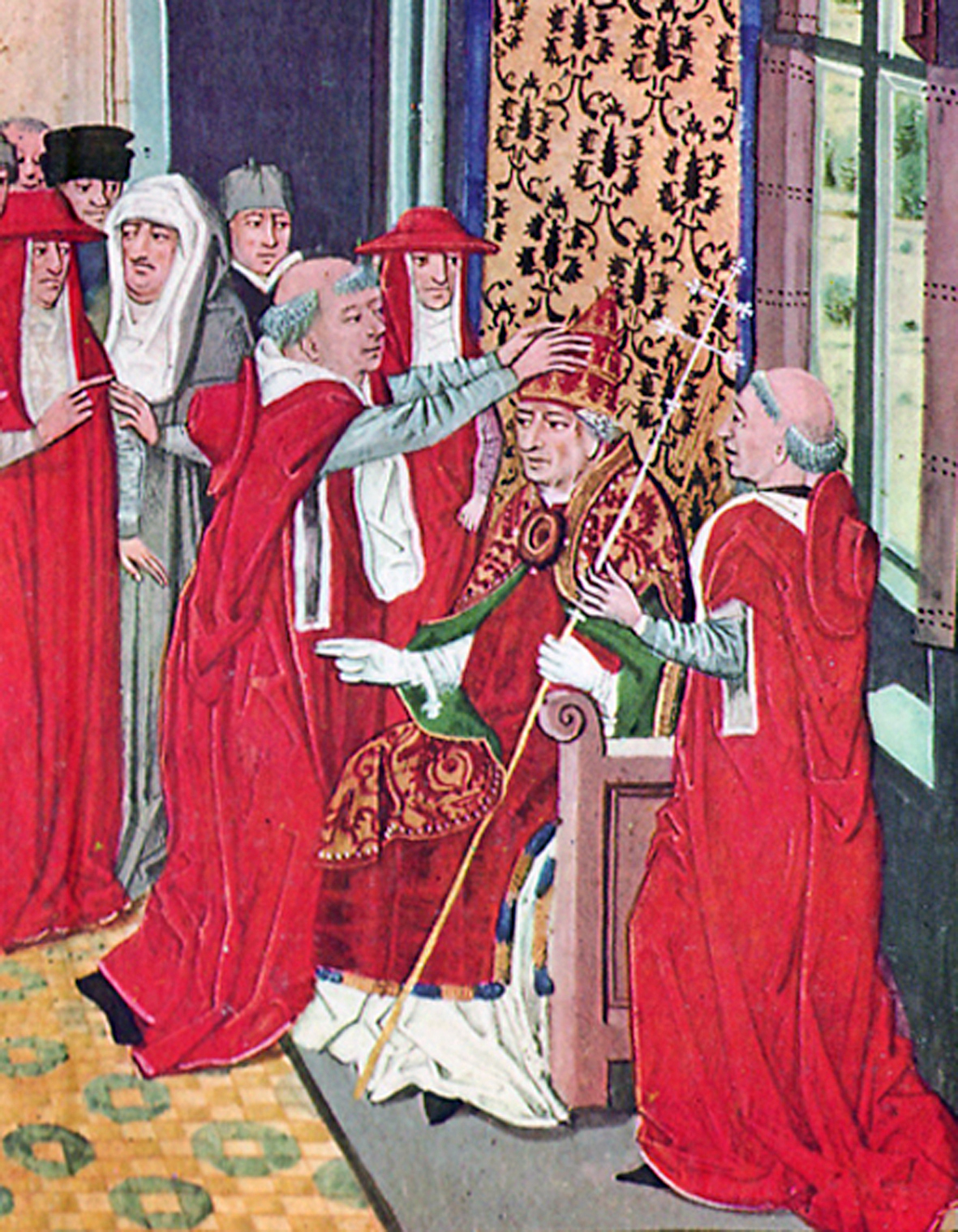
Gregorius XI tot paus gekroond
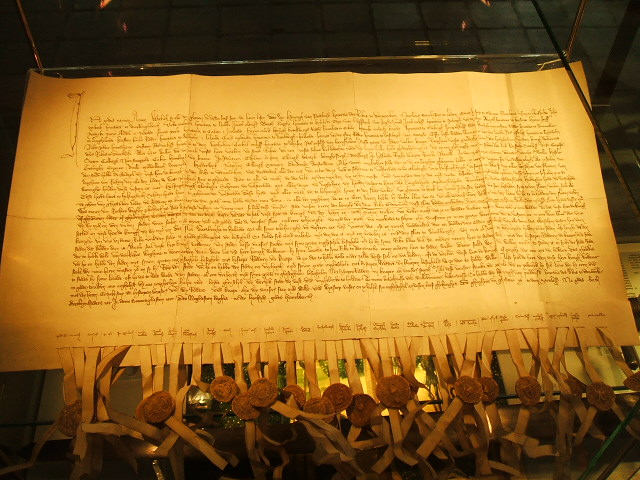
Verdrag van Stralsund
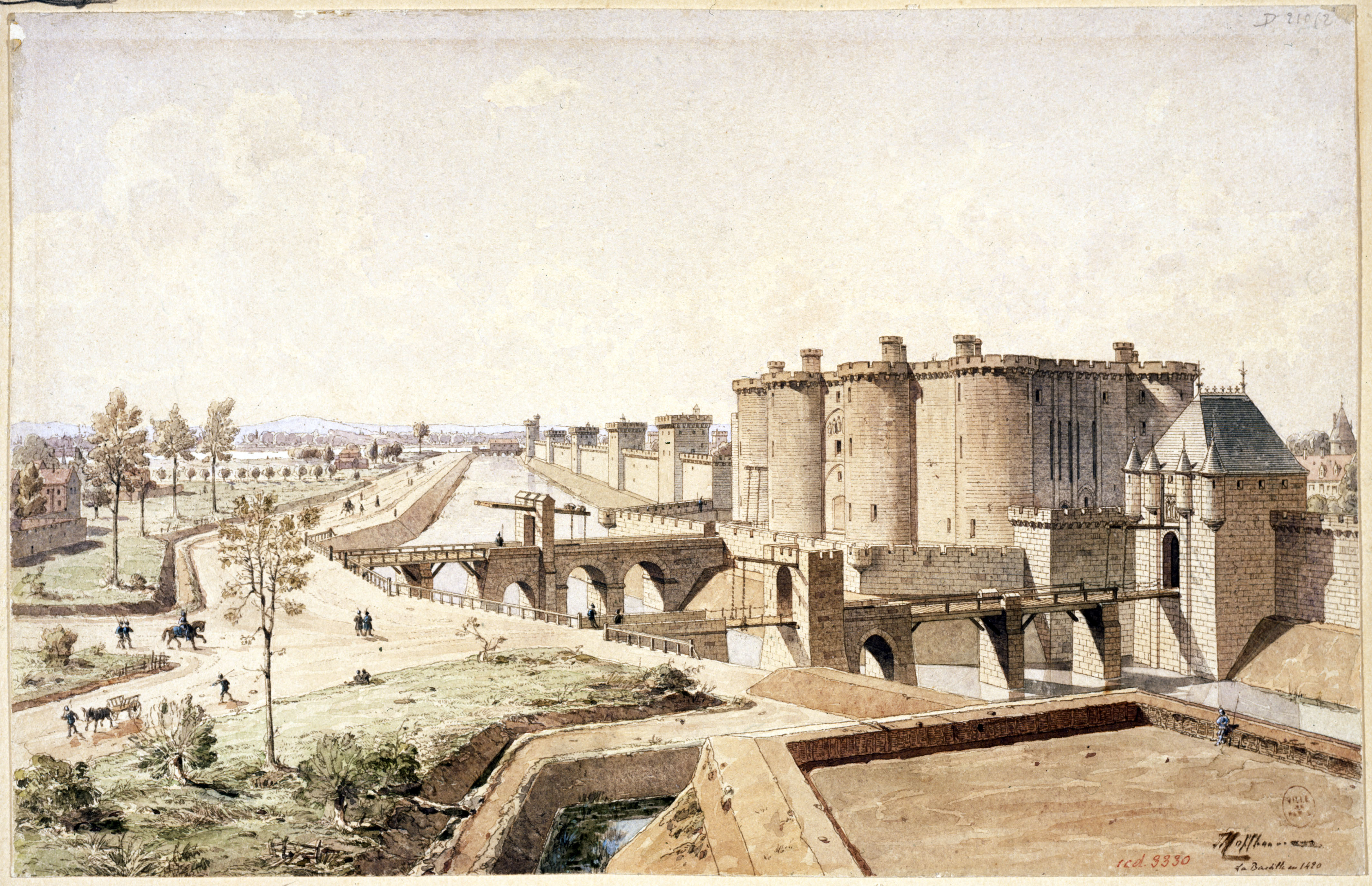
Bastille (bouw begonnen 1370, reconstructie)
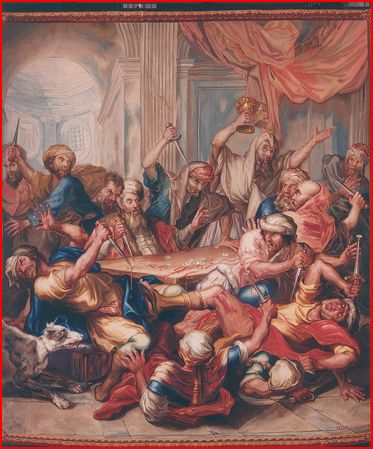
Sacrament van Mirakel
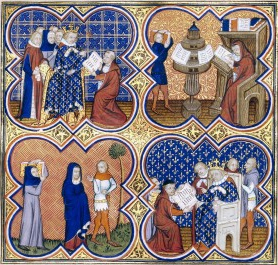
Karel V van Frankrijk laat Aristoteles vertalen (rond 1370)

## Geboren
- december - Guarino da Verona, Italiaans dichter
- Erasmo da Narni, Italiaans militair
- Olaf II van Denemarken, koning van Denemarken (1375-1387) en Noorwegen (1380-1387)
- Sophia van Pommeren, Duits edelvrouw
- Angelo Tartaglia, Italiaans militair (vermoedelijke jaartal)
- Aleid van Poelgeest, maîtresse van Albrecht van Beieren (jaartal bij benadering)
- Benedictus XIV, tegenpaus (jaartal bij benadering)
- Conrad von Soest, Duits schilder (jaartal bij benadering)
- Engelbrecht I van Nassau-Siegen, Duits graaf (jaartal bij benadering)
- Hendrik de Oudere van Plauen, grootmeester van de Duitse Orde (1410-1413) (jaartal bij benadering)
- Johanna van Navarra, echtgenote van Hendrik IV van Engeland (jaartal bij benadering)
- Johannes VII Palaiologos, keizer van Byzantium (1390) (jaartal bij benadering)
- Johannes XXIII, tegenpaus (1410-1415) (jaartal bij benadering)
- Leonardo Bruni, Italiaans historicus (jaartal bij benadering)
- Lorenzo Monaco, Italiaans schilder (jaartal bij benadering)
- Willem I van Stiermarken, hertog van Oostenrijk

## Overleden
- 17 januari - Adolf I van Nassau-Wiesbaden-Idstein (~62), graaf van Nassau-Wiesbaden-Idstein
- 16 juni - Euphemia Eriksdotter (~62), Zweeds edelvrouw
- 5 november - Casimir III (60), koning van Polen (1333-1370)
- 6 december - Rudolf II van Saksen (~63), keurvorst van Saksen-Wittenberg (1356-1370)
- 19 december - Urbanus V (~60), paus (1362-1370)
- december - Arnoul d'Oudrehem, Frans legerleider
- Albrecht V van Saksen-Lauenburg, Duits edelman
- Herman I van Hessen, Duits edelman
- Tello van Trastamara (~33), Castiliaans prins
- Simeon Uroš, despoot van Epirus en vorst van Thessalië (jaartal bij benadering)